# Hyden
Hyden – miasto w Stanach Zjednoczonych, w stanie Kentucky, siedziba administracyjna hrabstwa Leslie.